# Fools Fall in Love
«Fools Fall in Love» es una canción de Jerry Leiber y Mike Stoller. Fue grabada por The Drifters y llegó al Nº 10 en la lista R&B de 1957. La canción logró el número 69 en la Billboard Hot 100.

## Versión de Jacky Ward
En 1977 fue grabada por Jacky Ward. Su versión llegó al número 9 en la US Country music chart.

## Otras versiones
- Elvis Presley grabó una versión en 1966.
- Dos versiones se escuchaban en el musical Smokey Joe´s Cafe, un juke box de Jerry Leiber y Mike Stoller.
- John Pizzarelli grabó una versión de jazz en 1994.[1]